# 金杰吉尔-坚巴县
金杰吉尔-坚巴县（Janjgir–Champa district）是印度切蒂斯格尔邦的一個縣，位於該國中部，面積3,635平方公里，每年平均降雨量1,157毫米，識字率為73.7%，2011年人口1,620,632，人口密度每平方公里446人。

## 外部連結
- Janjgir Facebook
- List of places in Janjgir_1achampa
- Official website （页面存档备份，存于）
- Janjgir website
- Map of Janjgir

22°01′01″N 82°34′01″E / 22.01694°N 82.56694°E